# Iași
Iași és una ciutat de Romania. Situada al nord-est del país, al județ de Iași, del qual és la capital, és un dels principals nuclis urbans del país. La ciutat és travessada pel riu Bahlui i té una població de 315.649 habitants.
Coneguda com "La ciutat dels Set Turons" i "La ciutat dels grans amors", Iaşi és un dels símbols de la història de Romania. L'historiador Nicolae Iorga va arribar a afirmar que "No hauria d'haver-hi cap romanès que no conegui prou bé la ciutat de Iaşi". Avui dia, a més, la ciutat és el centre social, econòmic, cultural i acadèmic de la regió de Moldàvia. La ciutat compta amb la universitat més antiga de Romania, a més d'altres quatre universitats públiques i 3 privades de la qual són alumnes fins a 80.000 estudiants.

## Geografia

### Topografia
Localitzada en una zona de relleu suau al nord-est de Romania, entre la serralada d'Iaşi (en romanès, Coasta Iaşilor) i la plana del riu Jijia. De fet, Iaşi és coneguda, tal com passava amb l'antiga Roma, com La ciutat dels Set Turons. Els seus noms són Cetăţuia, Galata, Copou-Aurora, Bucium-Păun, Şorogari, Repedea i Breazu.
Per causa d'aquest emplaçament, la ciutat ha esdevingut tradicionalment un punt de trobada de les rutes comercials de l'est d'Europa. Així, ja des del segle xvi esdevingué pas obligatori dels comerciants que arribaven al Principat de Moldàvia procedents del Regne de Polònia, Hongria, el Tsarat Rus i Constantinoble.
La ciutat ha crescut a les riberes del riu Bahliu, tributari del Jijia que, al seu torn, és afluent del riu Prut. La zona és plena de petits turons amb boscos i sòls fèrtils, que han alimentat durant anys els jardins de monestirs com Cetăţuia, Frumoasa i Galata (aquest darrer proper a les explotacions mineres de Nicolina), o bé el parc dendrològic de Repedea. La mateixa ciutat disposa de grans jardins, tant als vessants dels turons com a les valls entre ells.

### Clima
Iaşi es troba sota els efectes d'un clima continental i humit, en què es poden distingir quatre estacions diferents. Els estius són calorosos, amb temperatures que, a vegades, superen els 32 °C. En canvi, els hiverns són freds i amb nevades moderades, que fan que les temperatures nocturnes puguin arribar fins a -10 °C. La precipitació mensual mitjana varia entre els 25 mm a l'octubre fins als 100 mm del mes de juny.
| Temperatures i precipitacions mitjanes de Iaşi, Romania | Temperatures i precipitacions mitjanes de Iaşi, Romania | Temperatures i precipitacions mitjanes de Iaşi, Romania | Temperatures i precipitacions mitjanes de Iaşi, Romania | Temperatures i precipitacions mitjanes de Iaşi, Romania | Temperatures i precipitacions mitjanes de Iaşi, Romania | Temperatures i precipitacions mitjanes de Iaşi, Romania | Temperatures i precipitacions mitjanes de Iaşi, Romania | Temperatures i precipitacions mitjanes de Iaşi, Romania | Temperatures i precipitacions mitjanes de Iaşi, Romania | Temperatures i precipitacions mitjanes de Iaşi, Romania | Temperatures i precipitacions mitjanes de Iaşi, Romania | Temperatures i precipitacions mitjanes de Iaşi, Romania | Temperatures i precipitacions mitjanes de Iaşi, Romania |
| Mes                                                     | Gen                                                     | Feb                                                     | Mar                                                     | Abr                                                     | Mai                                                     | Jun                                                     | Jul                                                     | Ago                                                     | Set                                                     | Oct                                                     | Nov                                                     | Des                                                     | Any                                                     |
| ------------------------------------------------------- | ------------------------------------------------------- | ------------------------------------------------------- | ------------------------------------------------------- | ------------------------------------------------------- | ------------------------------------------------------- | ------------------------------------------------------- | ------------------------------------------------------- | ------------------------------------------------------- | ------------------------------------------------------- | ------------------------------------------------------- | ------------------------------------------------------- | ------------------------------------------------------- | ------------------------------------------------------- |
| Mitjana més altes °C (°F)                               | -1 (31)                                                 | 2 (35)                                                  | 8 (46)                                                  | 16 (61)                                                 | 22 (72)                                                 | 25 (77)                                                 | 27 (80)                                                 | 26 (79)                                                 | 22 (72)                                                 | 16 (61)                                                 | 8 (47)                                                  | 2 (36)                                                  | 14 (58)                                                 |
| Mitjana diària °C (°F)                                  | -4 (25)                                                 | -2 (29)                                                 | 3 (37)                                                  | 11 (51)                                                 | 16 (61)                                                 | 19 (67)                                                 | 21 (69)                                                 | 20 (68)                                                 | 16 (61)                                                 | 10 (50)                                                 | 4 (40)                                                  | -1 (31)                                                 | 9 (49)                                                  |
| Mitjana més baixes °C (°F)                              | -7 (19)                                                 | -5 (23)                                                 | -1 (30)                                                 | 5 (41)                                                  | 10 (50)                                                 | 13 (56)                                                 | 15 (59)                                                 | 14 (57)                                                 | 11 (51)                                                 | 5 (41)                                                  | 1 (34)                                                  | -4 (25)                                                 | 5 (40,5)                                                |
| Precipitació mm (inches)                                | 33 (1.30)                                               | 30.5 (1.20)                                             | 30.5 (1.20)                                             | 53.3 (2.10)                                             | 63.5 (2.50)                                             | 101.6 (4.00)                                            | 83.8 (3.30)                                             | 55.9 (2.20)                                             | 48.3 (1.90)                                             | 25.4 (1.00)                                             | 35.6 (1.40)                                             | 30.5 (1.20)                                             | 591,8 (23,30)                                           |
| Font: Weather.com Gener de 2010                         |                                                         |                                                         |                                                         |                                                         |                                                         |                                                         |                                                         |                                                         |                                                         |                                                         |                                                         |                                                         |                                                         |

## Història
Malgrat que a la regió s'han trobat vestigis procedents de l'època prehistòrica, el primer registre oficial de la ciutat no apareix fins a l'any 1408. D'aquest any data un document sobre privilegis comercials que el Voivoda (Príncep) moldau Alexandru cel Bun va donar als comerciants polonesos de Lviv. Tot i així, tot fa pensar que la ciutat existia ja amb anterioritat, com ara el fet que certs edificis siguin anteriors a aquesta data. Així, per exemple, es creu que l'església armènia, encara en peu, fou construïda vers el 1395.
Segle i mig més tard, el 1564, el Voivoda Alexandru Lăpuşneanu va traslladar la capital moldava de Suceava a Iaşi. Aquest fet va motivar el creixement de la població i de la seva importància. Poc abans, entre 1561 i 1563 havia estat fundada una església luterana amb una escola adjunta. Però fou a partir de 1640 quan la ciutat començà a ser un centre de gran importància cultural. En aquella data, Vasile Lupu establí la primera escola on el romanès substituí al grec com a llengua d'ensenyament, i aprofità les dependències de l'església d'estil romà d'Orient de Trei Ierarhi (construïda entre 1635 i 1639) per instal·lar una impremta. El 1643 aquesta impremta va publicar el primer llibre imprès en tota Moldàvia.
Tot i aquest creixement, Iaşi va patir també moments força durs. Per exemple, el 1513 la ciutat va ser cremada pels tàtars i, només 25 anys després, el 1538, per l'Imperi Otomà. La reconstrucció i recuperació de la ciutat tornà a veure's truncada per l'exèrcit de l'Imperi Rus, que tornà a cremar la població el 1686. El 1734 una plaga assolà la regió, afectant també de forma molt important a la població.
Amb l'arribada del segle xix, Iaşi va ser centre de nombrosos episodis vinculats als processos d'independència de les nacions balcàniques. El 1821, als inicis de la guerra d'independència de Grècia, les maniobres del revolucionari grec Aléxandros Ypsilantis (Αλέξανδρος Υψηλάντης) i els seus Philikí Hetairía (Φιλική Εταιρία) van arribar a la ciutat moldava, fet que provocà fortes represàlies per part dels otomans. Anys més tard, el 1844, les tropes turques van tornar a atacar la ciutat, enmig d'un període convuls i de greus conflictes entre els nacionalistes romanesos i els ocupants.

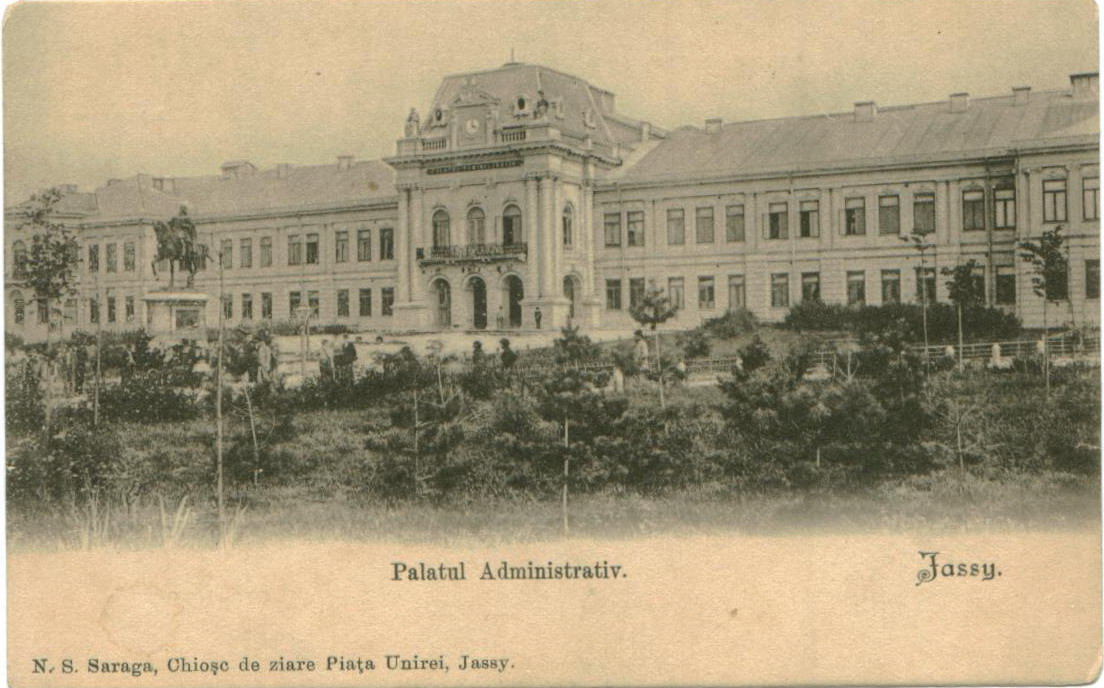
Palau Reial de Moldàvia entorn de 1855

Amb la unió dels principats de Moldàvia i Valàquia el 1859, Iaşi es va convertir en capital del nou país juntament amb Bucarest. El 1862 però, amb la integració definitiva dels dos estats en la nova Romania, la capitalitat va passar a mans de Bucarest. Com a compensació, l'assemblea constituent va aprovar el pagament de 148.150 lei anuals a la ciutat. Mai es va arribar a fer però, cap pagament.
Durant la Primera Guerra Mundial, Iaşi es va convertir en la capital de Romania després de l'ocupació de Bucarest per les Potències Centrals el 6 de desembre de 1916. La capitalitat però, tornà a Bucarest amb la derrota d'Alemanya i els seus aliats al novembre de 1918.
Novament entre 1940 i 1944 la ciutat va patir els efectes de la guerra i la brutalitat contra la població jueva. Entre el 29 de juny i el 6 de juliol de 1941 les forces nazis ocupants i els col·laboracionistes romanesos van assassinar 13.266 persones, gairebé un terç dels jueus de la ciutat. La resta, acusada de col·laborar amb les forces bolxevics, fou deportada a camps de concentració.
El maig de 1944, Iaşi esdevingué escenari de les brutals batalles entre les forces germano-romaneses i l'avanç de l'Exèrcit roig. La ciutat fou parcialment destruïda pels bombardejos i, va veure com, contra totes les previsions, els soldats de la Panzergrenadier Division Großdeutschland alemanya guanyaven una batalla defensiva a Târgul Frumos, a les proximitats d'Iaşi. Al mes de juliol però, les tropes soviètiques entraven a la ciutat i l'ocupaven.

## Població
Des de l'edat mitjana, Iaşi s'ha caracteritzat per ser una ciutat multicultural. Segons el cens de 2002, el darrer oficial a Romania, la ciutat tenia 323.000 habitants, fet que la convertia en la segona aglomeració més populosa de Romania situada només per darrere de la capital, Bucarest. A més, a la ciutat resideixen entorn de 60.000 estudiants procedents d'altres indrets del país, alhora que existeix una important població treballadora resident a altres poblacions.
D'acord amb les fonts oficials de 2002, la composició ètnica d'Iaşi és la següent:
- 95,4% romanesos
- 3,5% gitanos
- 1% alemanys, hongaresos i jueus.

Tenint en compte l'àrea metropolitana, l'aglomeració d'Iaşi té una població estimada de 400.347 habitants, repartits entre la capital i 13 municipis més, que ocupen una superfície de 787 km².

### Cultura
Iaşi acull la universitat més antiga de tota Romania, la Universitat Alexandru Ioan Cuza, fundada el 1860. Avui dia, a la ciutat resideixen fins a 80.000 estudiants, repartits entre cinc universitats públiques i tres de privades.
La ciutat compta amb una vida social i cultural molt activa, amb exponents clars com ara el Teatre Nacional (el més antic de Romania), l'Òpera, l'Orquestra Filharmònica Estatal d'Iaşi, l'Ateneu Tătăraşi, un famós jardí botànic (el més extens del país), la Biblioteca Central Universitària (pionera del país), grans festivals, nombrosos museus, cases memorials i monuments històrics. Tot plegat fa de la localitat el centre econòmic i cultural de la regió moldava.
En l'àmbit religiós, Iaşi destaca també com a important centre de culte. La població és majoritàriament ortodoxa, tot i que la comunitat catòlica hi és força activa. En global, la ciutat compta amb més de 50 esglésies i monestirs, i és seu de les catedrals ortodoxa i catòlica.

## Galeria fotogràfica

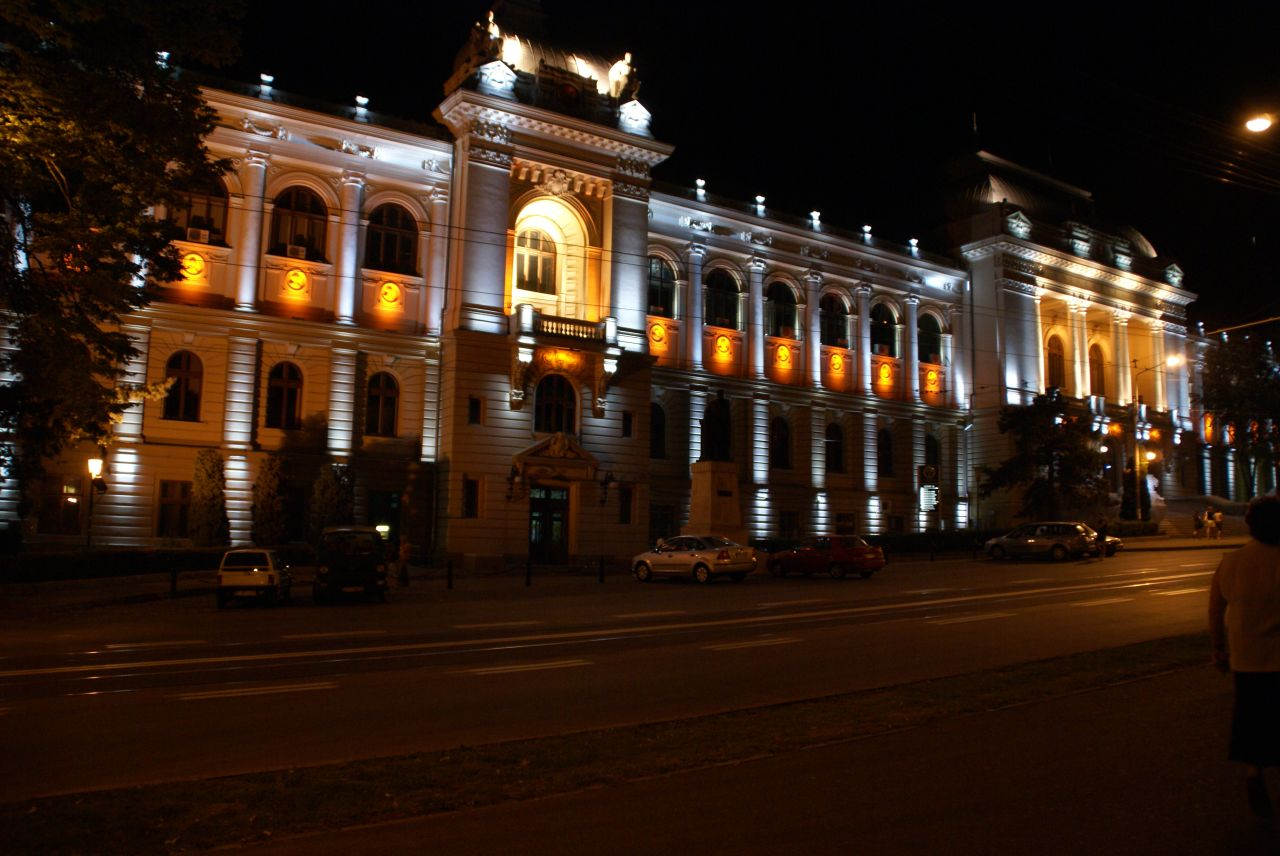
Vespre a la Universitat
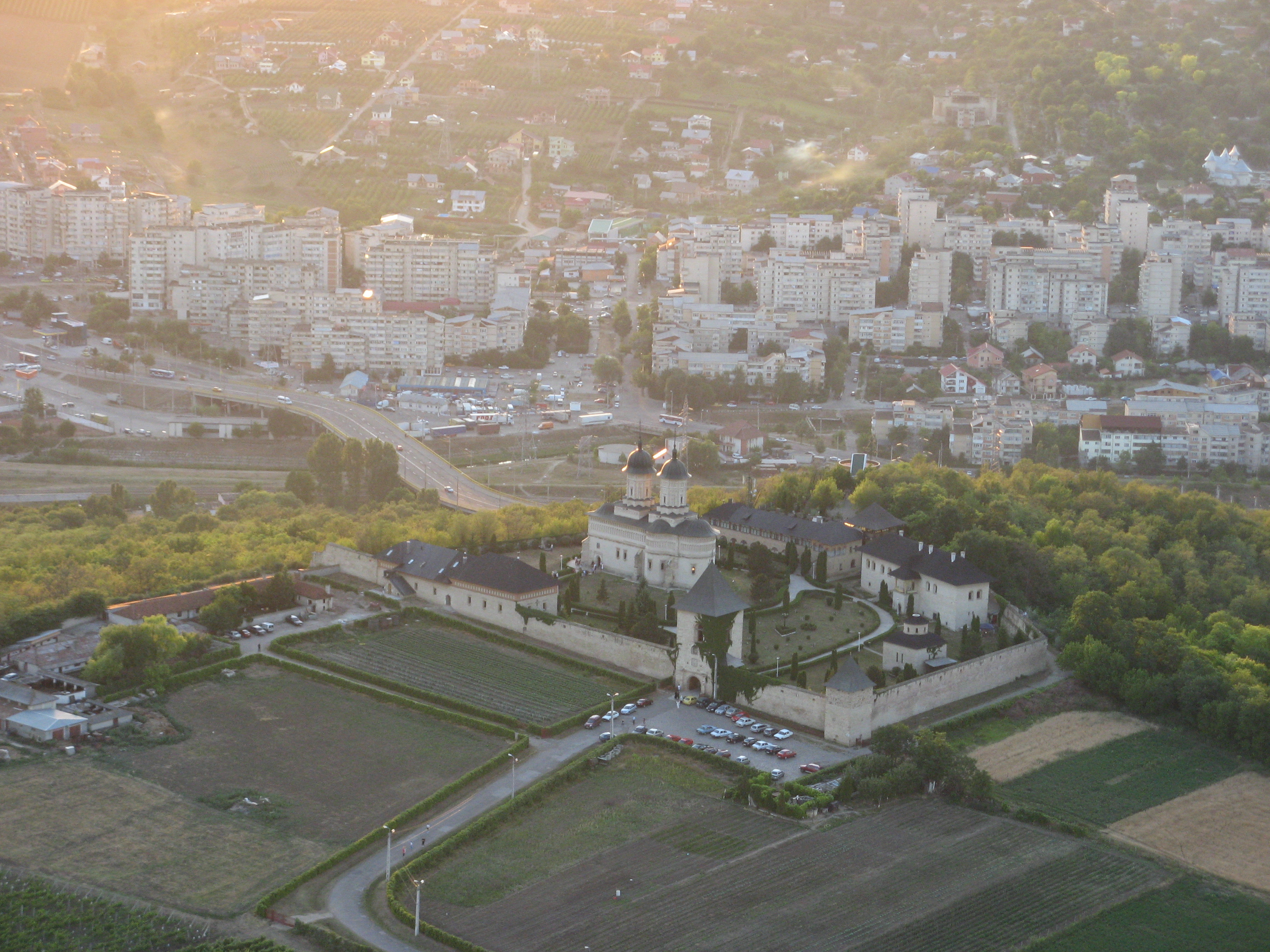
Vista aèria del Monestir de Cetăţuia
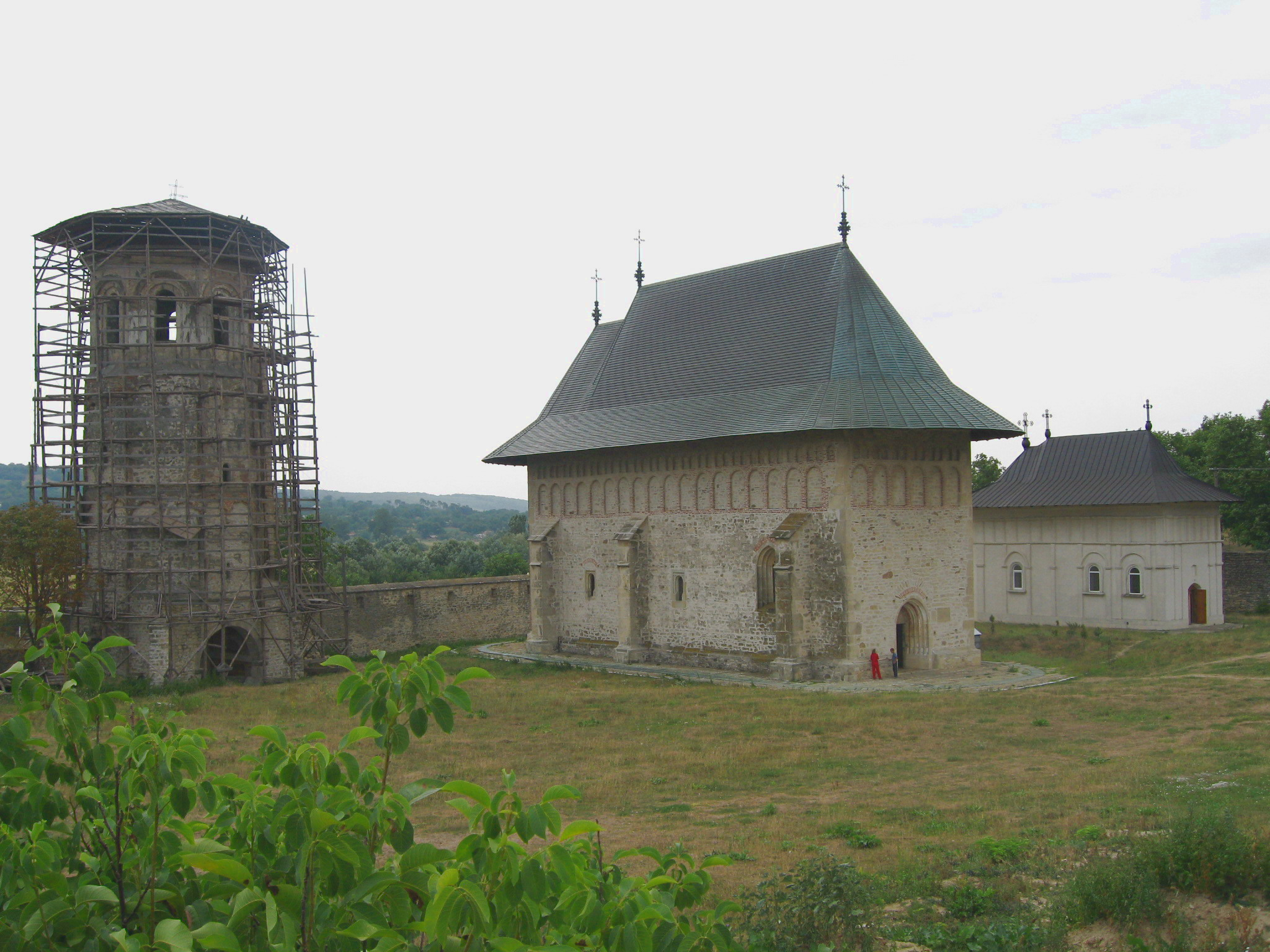
Monestir de Dobrovat
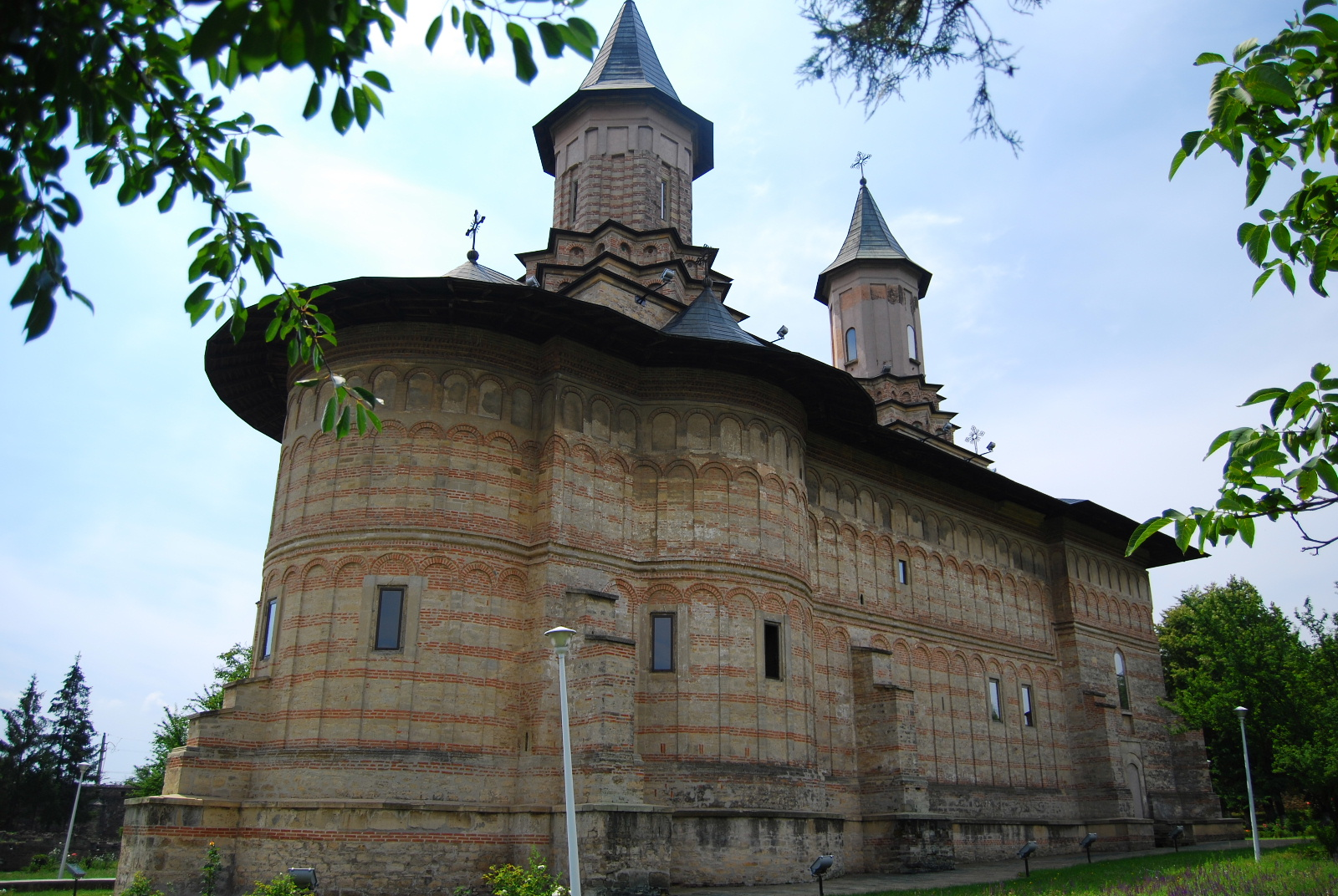
Monestir de Galata
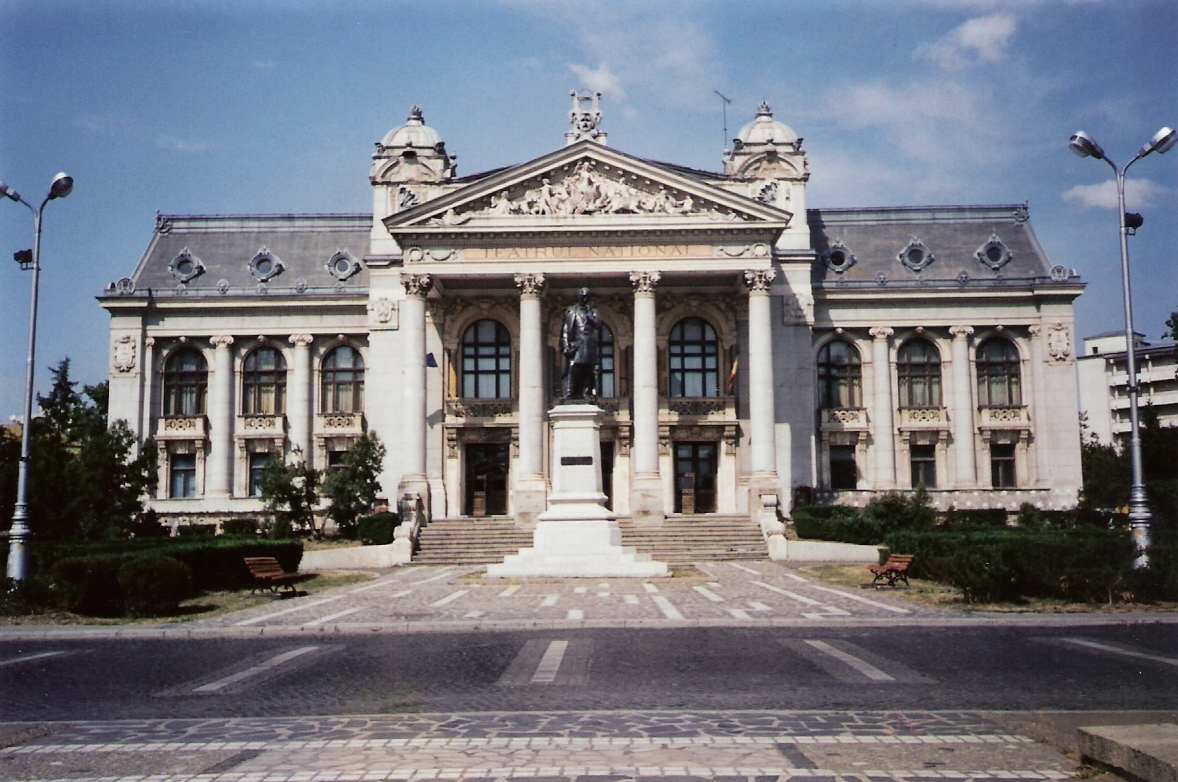
Teatre Nacional Vasile Alecsandri
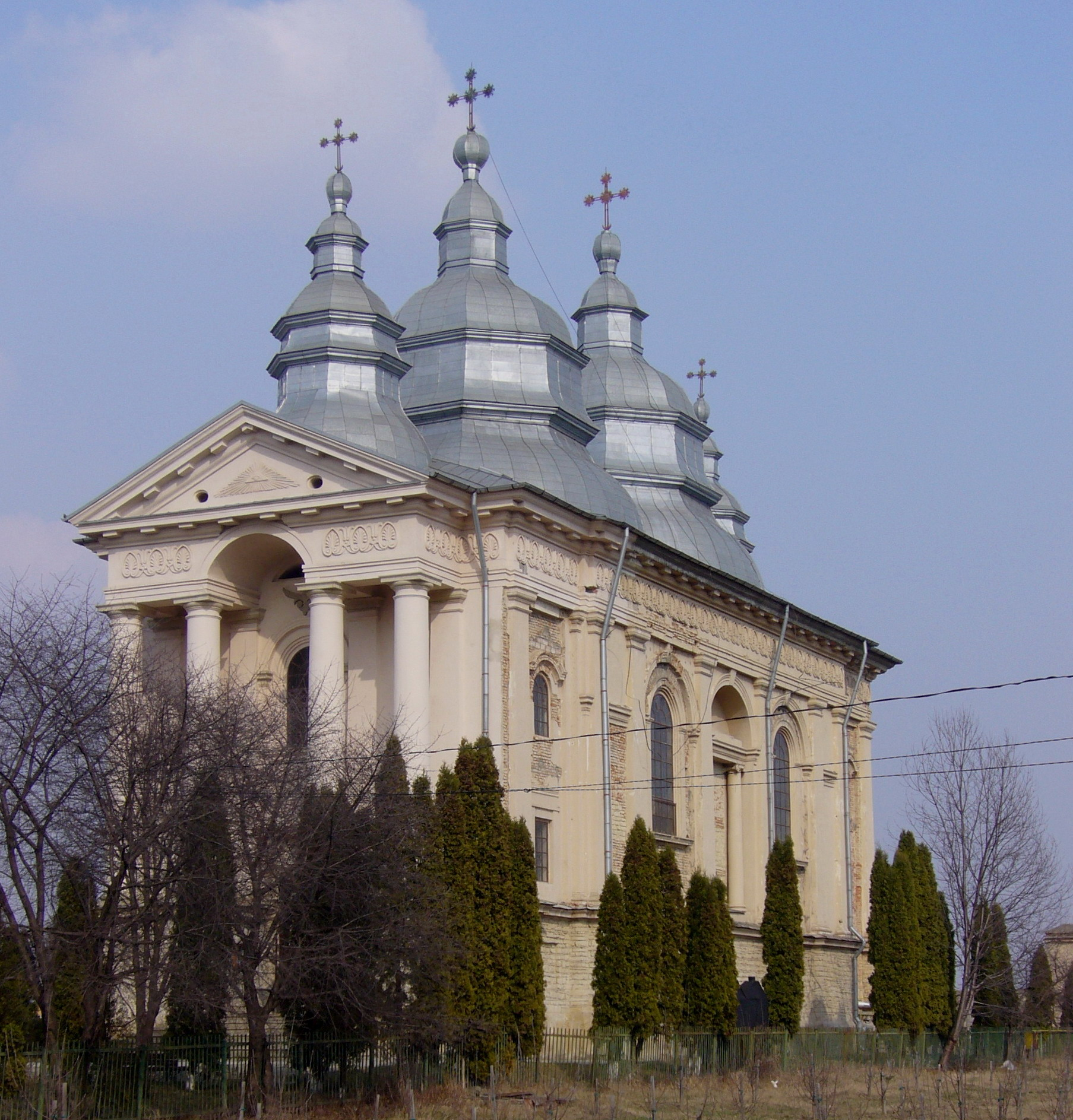
Monestir de Frumoasa
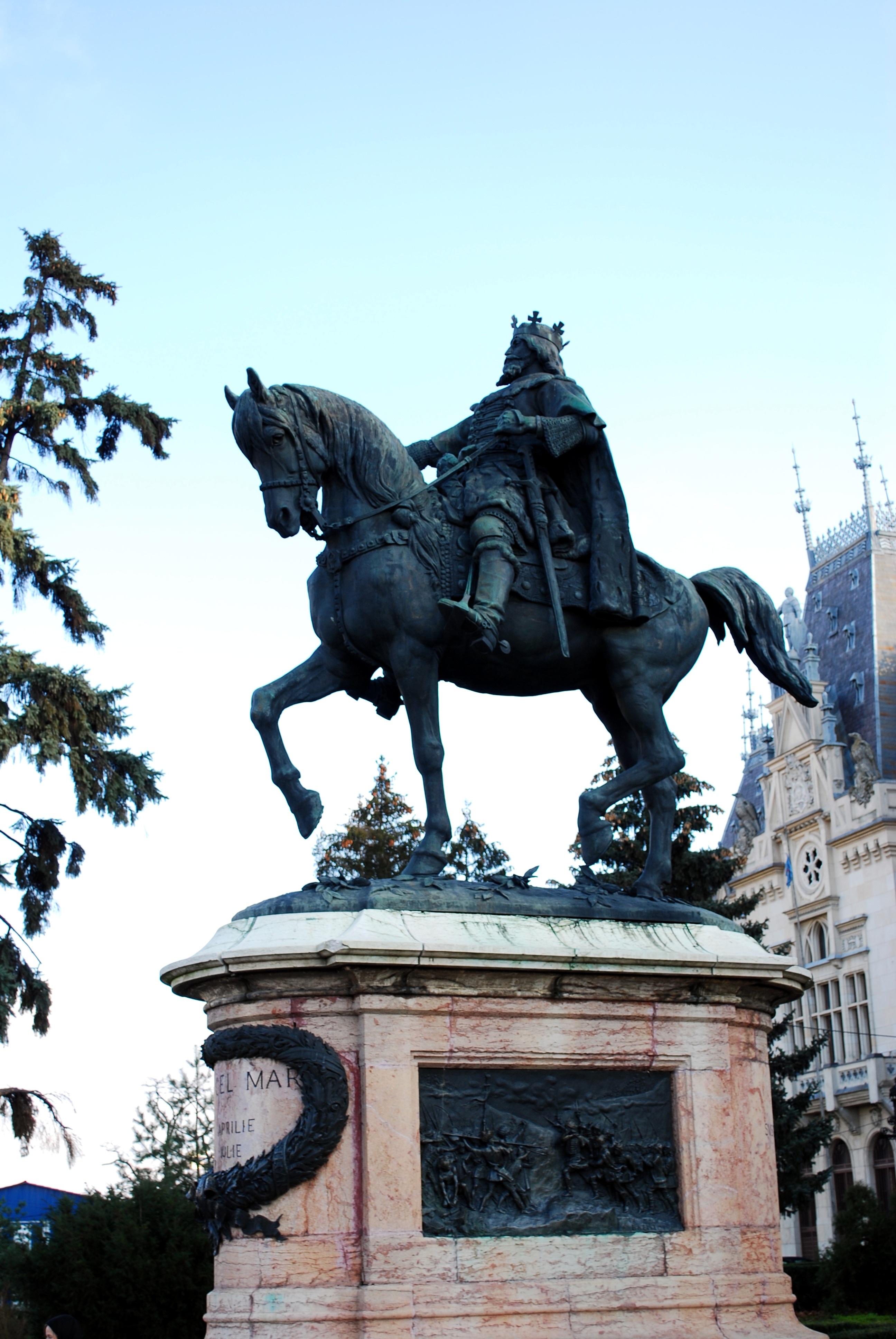
Estàtua d'Esteve el Gran
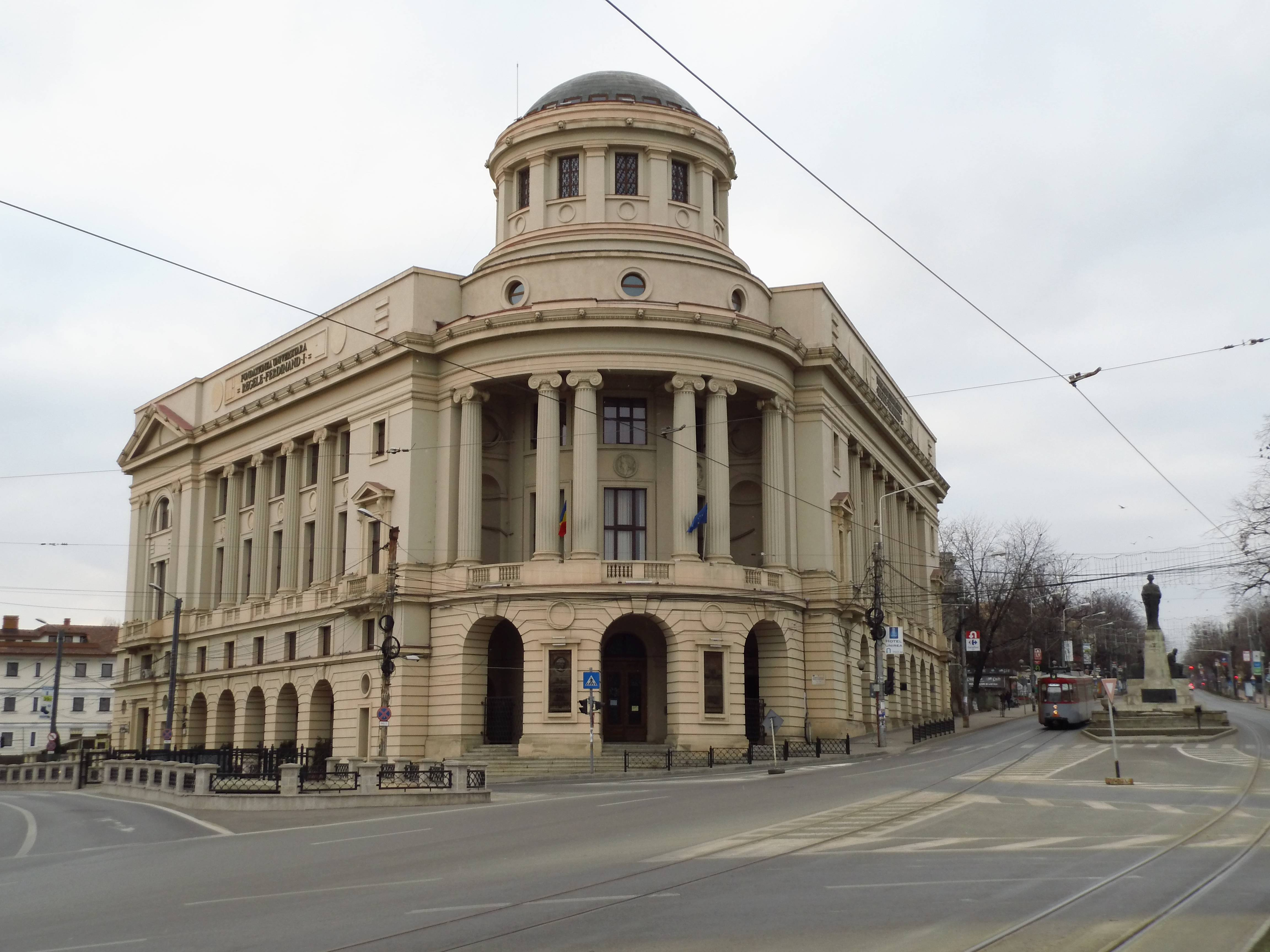
Biblioteca Central Universitària
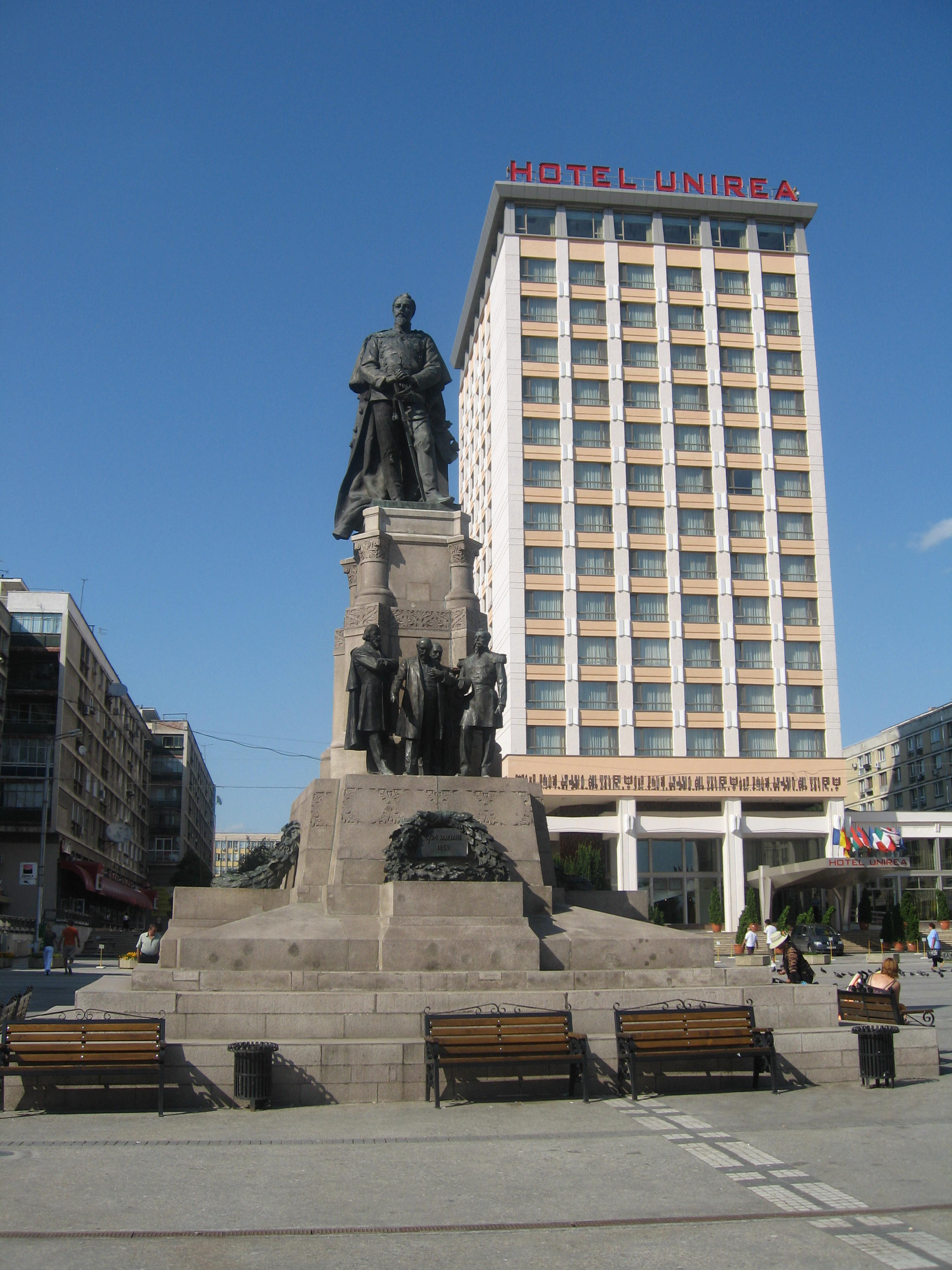
Estàtua d'Alexandru Ioan Cuza
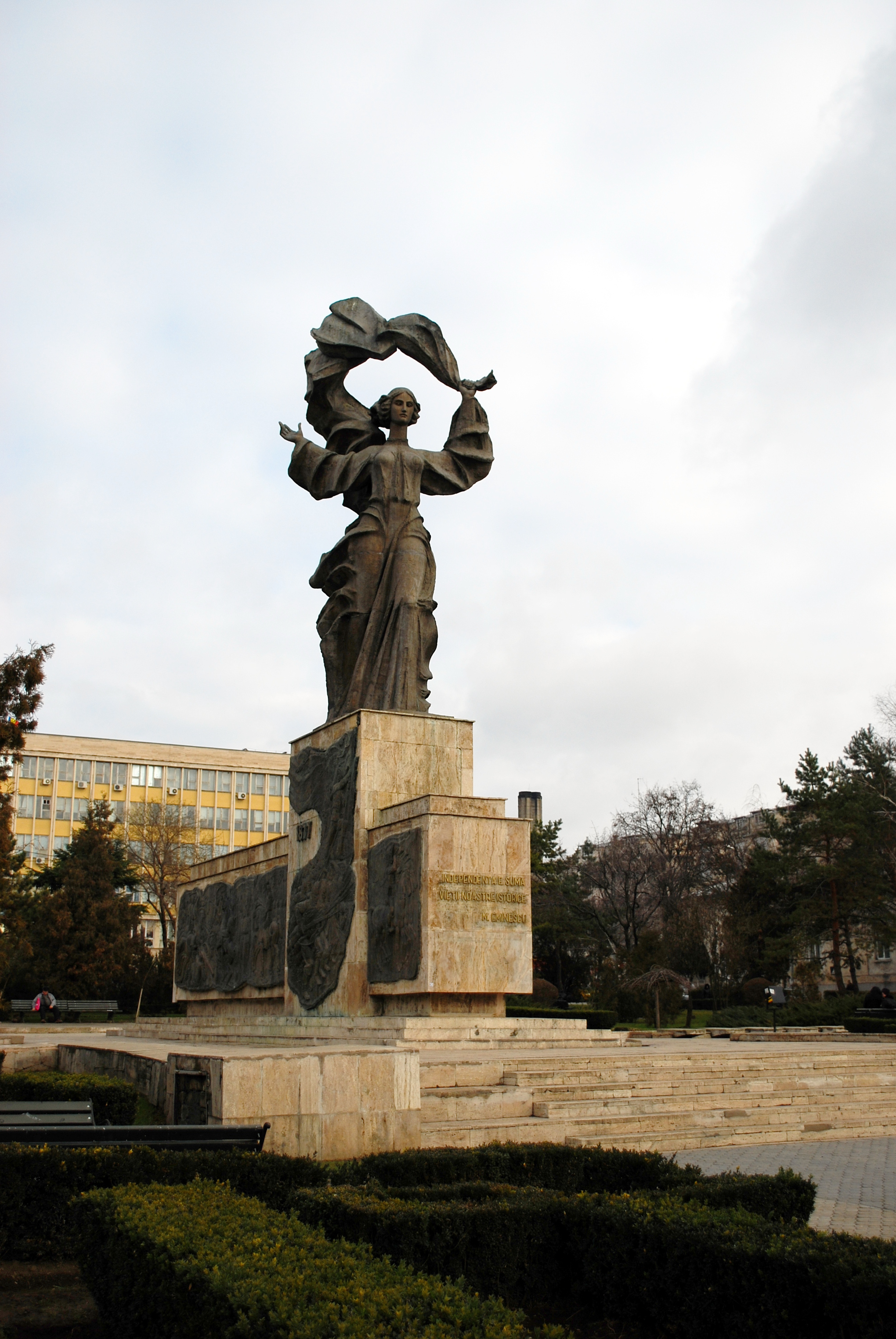
Monument a la Independència
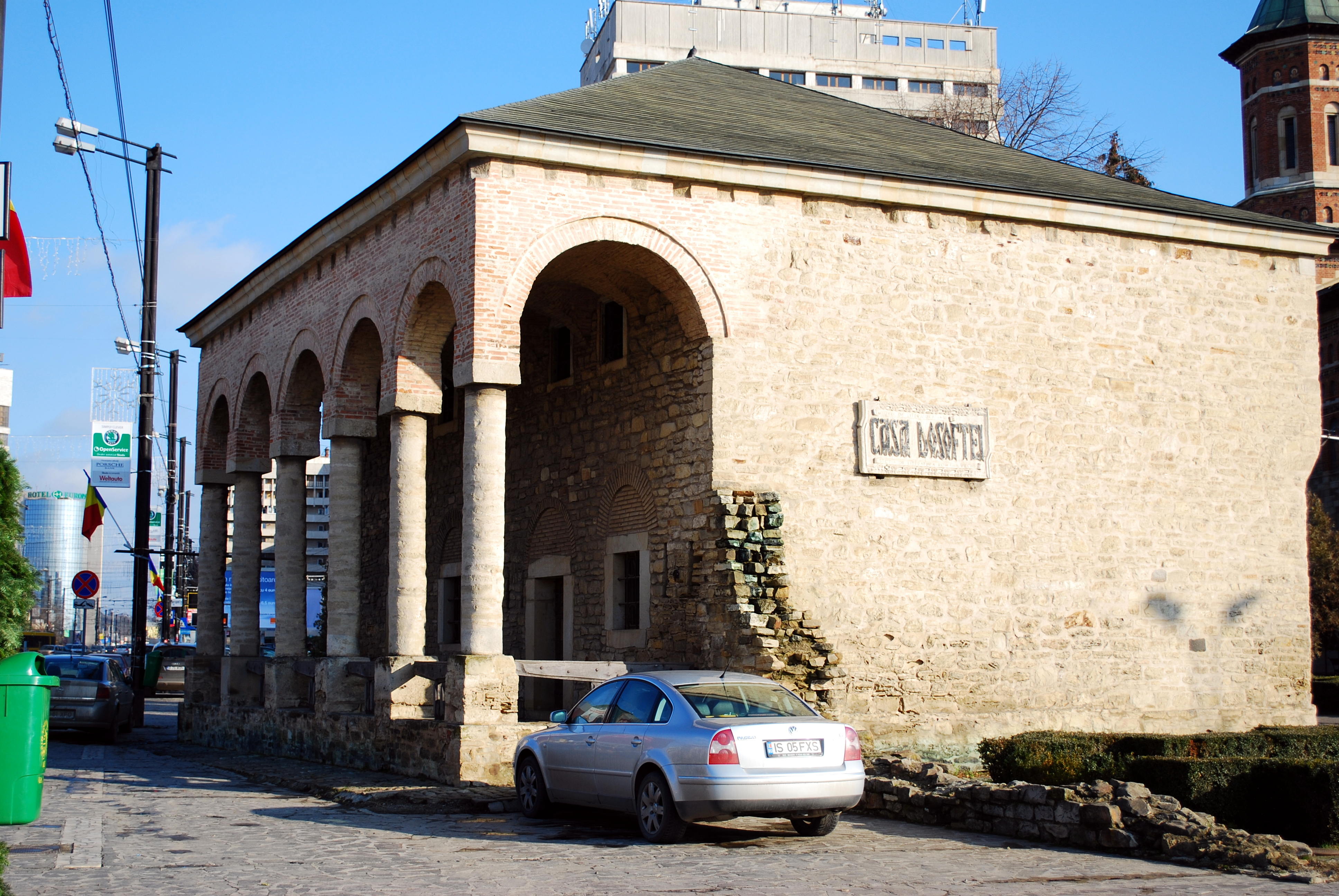
Casa Museu de Dosoftei
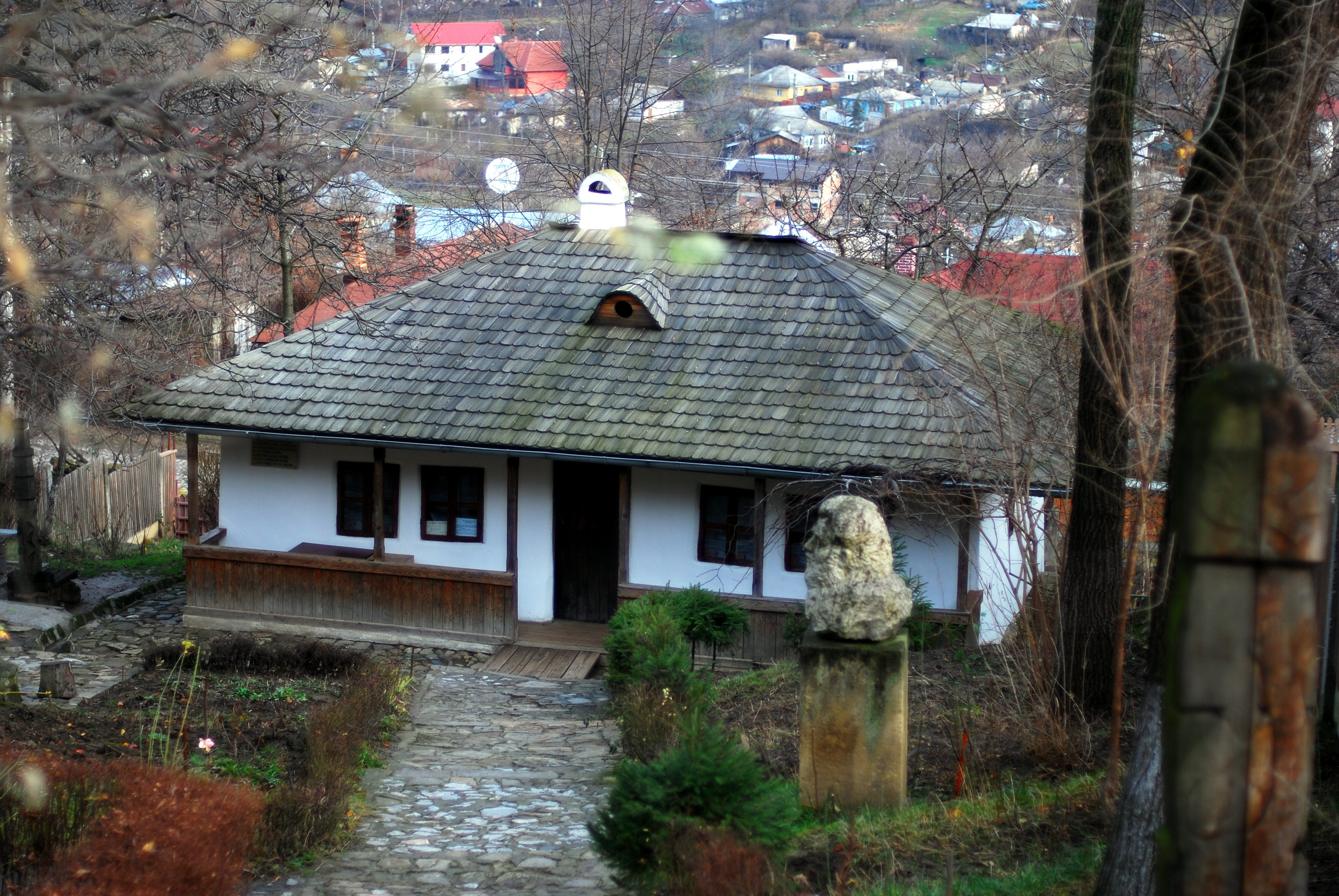
Casa memorial d'Ion Creangă
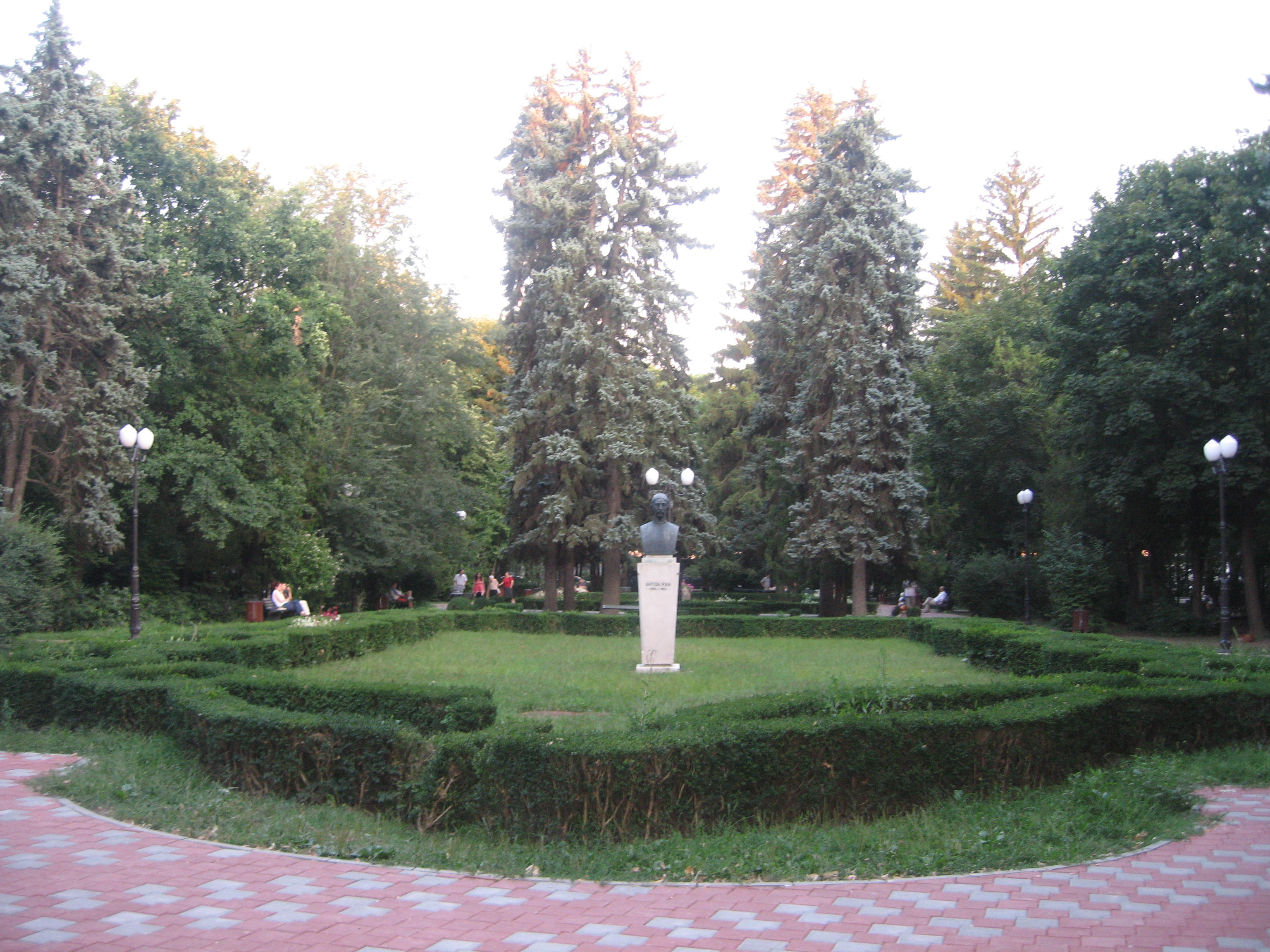
Parc de les Exhibicions
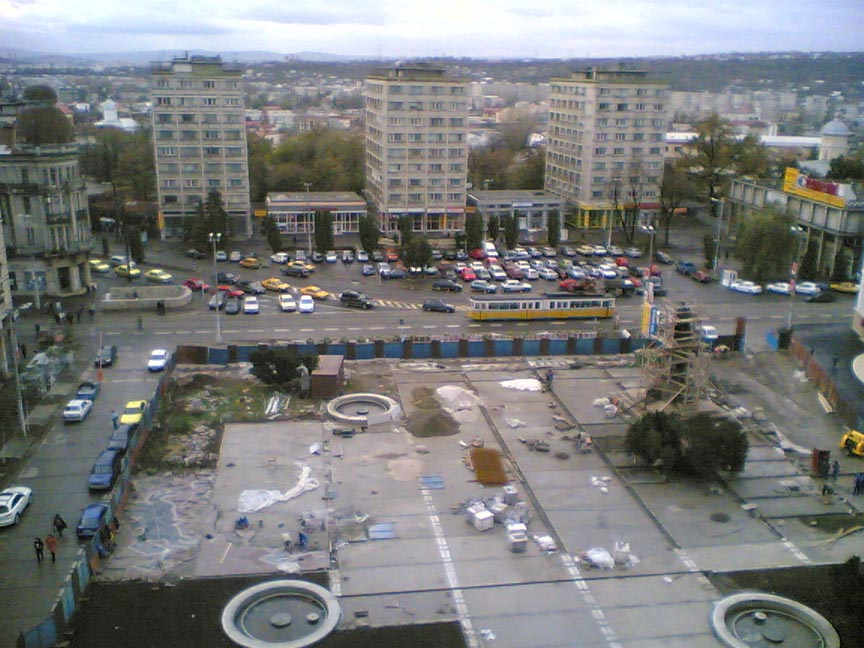
Plaça de la Unió

## Transports

### Ferrocarril

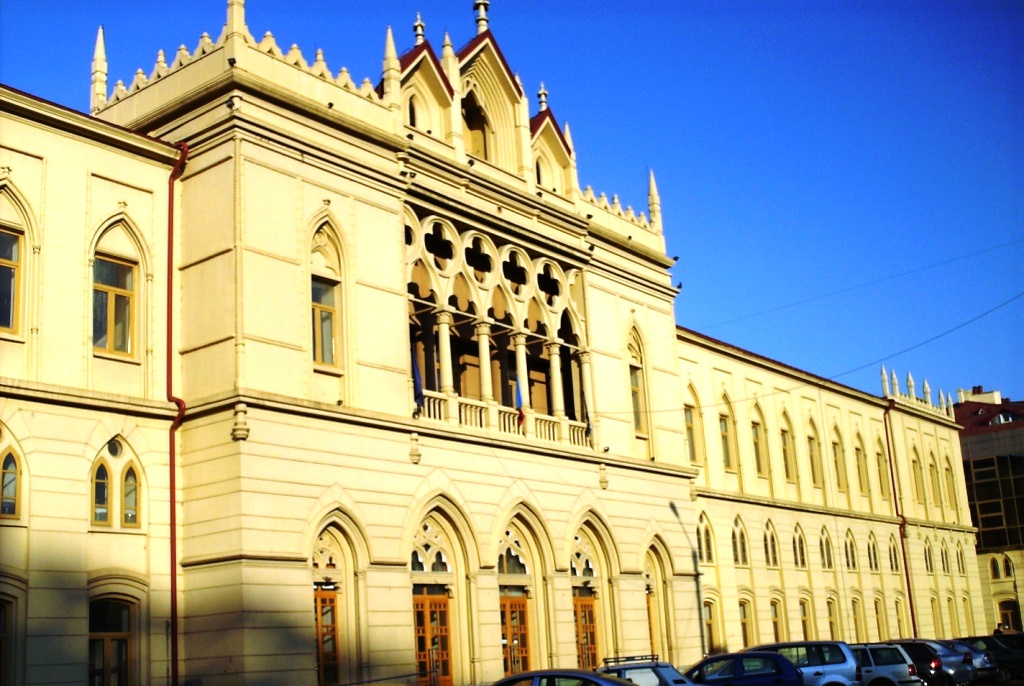
Estació Central, edificada el 1870

El ferrocarril va arribar a Iaşi l'1 de juny de 1870, amb la inauguració de la línia entre Iaşi i Paşcani. Quatre anys més tard, l'1 d'agost de 1874 entrà en funcionament la línia fins a Ungheni i l'1 de juny de 1875 l'Imperi Rus posà en servei la línia entre Iaşi i Chişinău. Aquesta infraestructura fou concebuda amb objectius militars, per tal de facilitar el moviment de les tropes a la Guerra russo-turca (1877–1878) contra l'Imperi Otomà, que Rússia planejava ja en aquells moments.
Avui dia, la ciutat disposa de tres grans estacions, l'Estació Central, l'Estació Internacional de Nicolina i l'Estació de Socola. Totes elles són gestionades i operades pels ferrocarrils nacionals romanesos (CFR), tot i que també hi arriben trens moldaus que uneixen la ciutat amb aquest estat veí.
L'Estació Central, principal intercanviador de la ciutat, està situada a 1,5 km del nucli antic. Punt de connexió amb totes les principals ciutats de Romania i Chişinău, està connectada també amb la resta de la ciutat pels tramvies i els autobusos de l'empresa municipal, RATP.

### Transport aeri

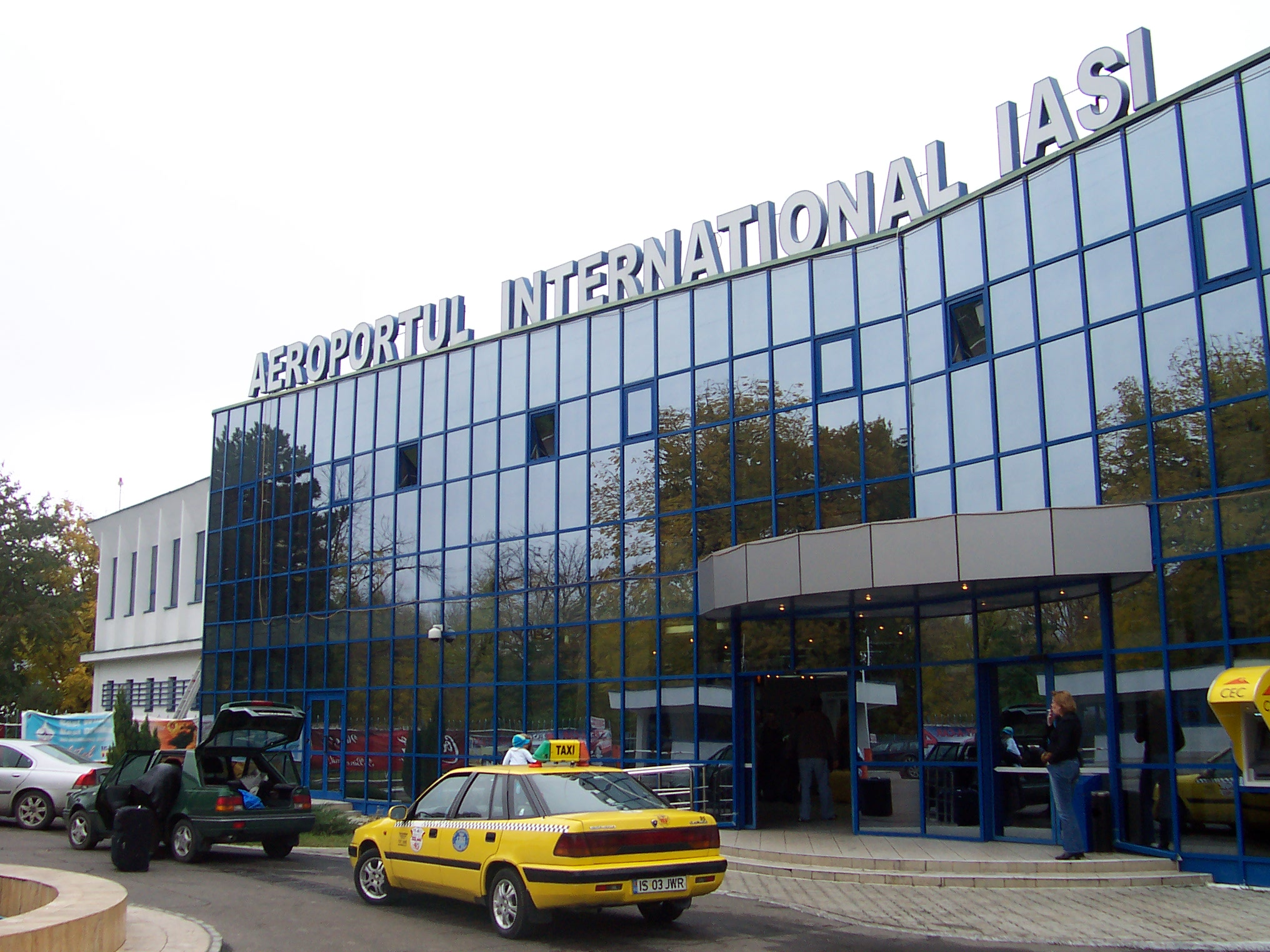
Terminal aeroportuària de Iaşi

La ciutat d'Iaşi disposa d'un aeroport internacional, situat a 8 km a l'est del centre històric. Conegut internacionalment pel codi IAS, el nombre anual de passatgers que l'utilitzen es manté baix, tot i que actualment disposa de relacions directes amb Bucarest, Timişoara i Viena.

### Transport públic
La RATP (empresa local de transport públic) és l'encarregada de donar servei públic arreu de la ciutat d'Iaşi. Per fer-ho, disposa d'una flota de 150 tramvies elèctrics (els primers van començar a funcionar a la ciutat l'any 1900) i uns 100 autobusos. Durant els primers tres mesos de 2007, la companyia transportà 11.365.819 passatgers, amb una mitjana diària de 128.000 usuaris.

### Carretera
Iaşi està connectada amb Bucarest mitjançant la ruta europea E85/E583, una via ràpida amb dos carrils per sentit en alguns trams. Actualment es troba en fase de projecte una nova via ràpida de direcció est-oest que uneixi les autopistes A4 i A3 (coneguda aquesta darrera com l'Autopista de Transsilvània).
Pel que fa als serveis d'autobusos, l'Estació d'Iaşi, situada davant de l'estació ferroviària, és emprada per diferents empreses privades que ofereixen connexions amb un gran nombre de localitats d'arreu del país.

## Fills il·lustres
- Alexandru Flechtenmacher (1823-1998), compositor i pedagog musical.
- George Emil Palade (1912 - 2008), biòleg, Premi Nobel de Medicina o Fisiologia de l'any 1974.
- Mariana Sîrbu, violonista
- Mendi Rodan, (1929-2009), director d'orquestra i violinista.
- Gheorghe Călugăreanu (1902-1976), matemàtic

## Ciutats agermanades
Iaşi està agermanada amb diverses ciutats d'arreu del món:
| - Asyut, Egipte (1995) - Athens, Estats Units d'Amèrica (2001) - Chişinău, Moldàvia (2008) - Filacciano, Itàlia (1999) - Forano, Itàlia (1999) - Irbid, Jordània (?) - Esfahan, Iran (1999) - Jericó, Territoris Palestins (2003) | - Kozani, Grècia (?) - Monterrey, Mèxic (?) - Morlupo, Itàlia (1999) - Nazzano, Itàlia (1999) - Pàdua, Itàlia (1995) - Peristeri, Grècia (2002) - Poitiers, França (1969) - Ciutat de Quebec, Quebec (Canadà) (2001) | - Sant'Oreste, Itàlia (1999) - Torrita Tiberina, Itàlia (1999) - Villeneuve d'Ascq, França (2003) - Veliko Tarnovo, Bulgària (?) - Vinnytsia, Ucraïna (1993) - Xi'an, Xina (1993) |